# Pleurothallopsis nemorosa
Pleurothallopsis nemorosa är en orkidéart som först beskrevs av João Barbosa Rodrigues, och fick sitt nu gällande namn av Paulo Campos Porto och Alexander Curt Brade. Pleurothallopsis nemorosa ingår i släktet Pleurothallopsis och familjen orkidéer. Inga underarter finns listade i Catalogue of Life.

## Bildgalleri

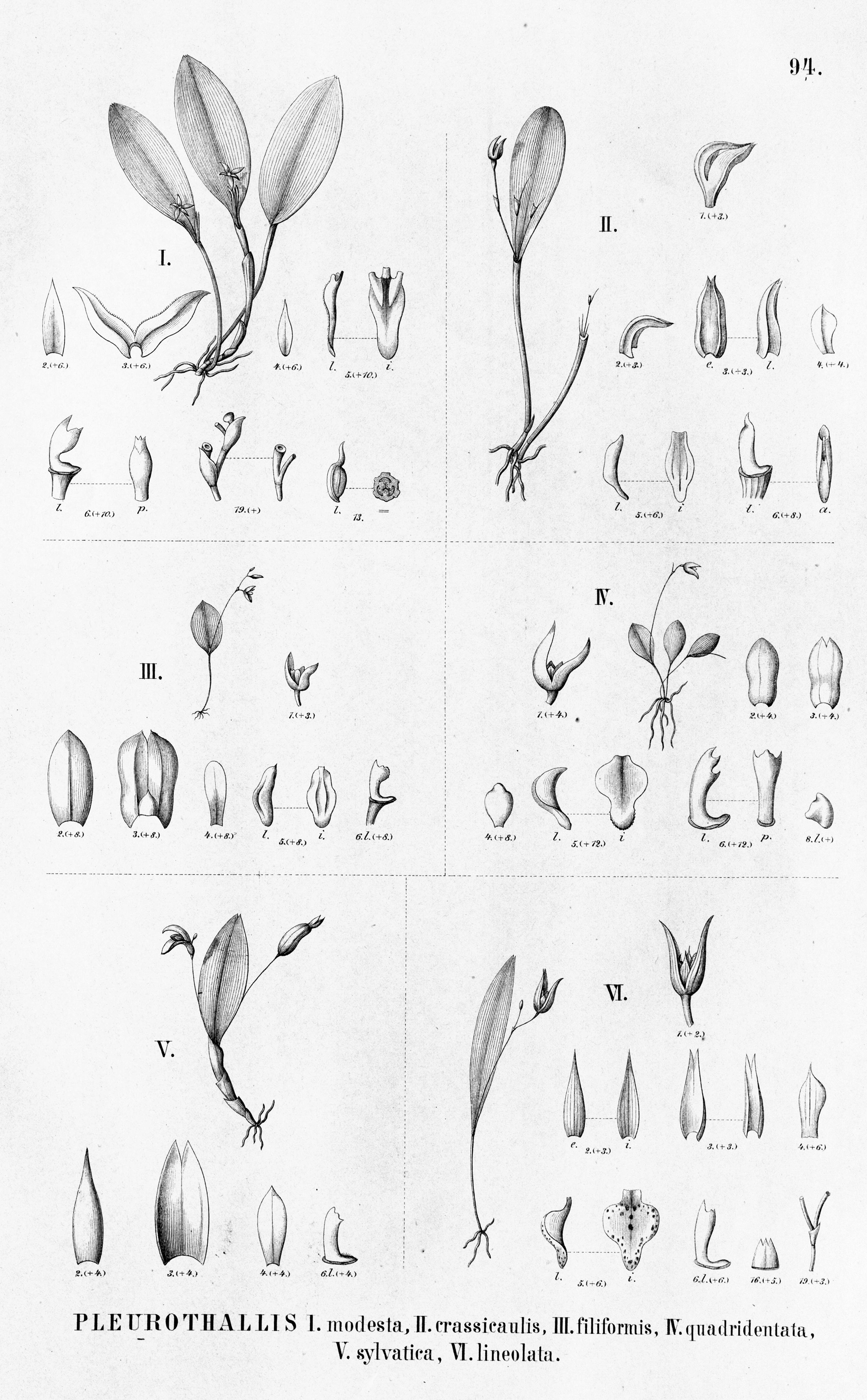
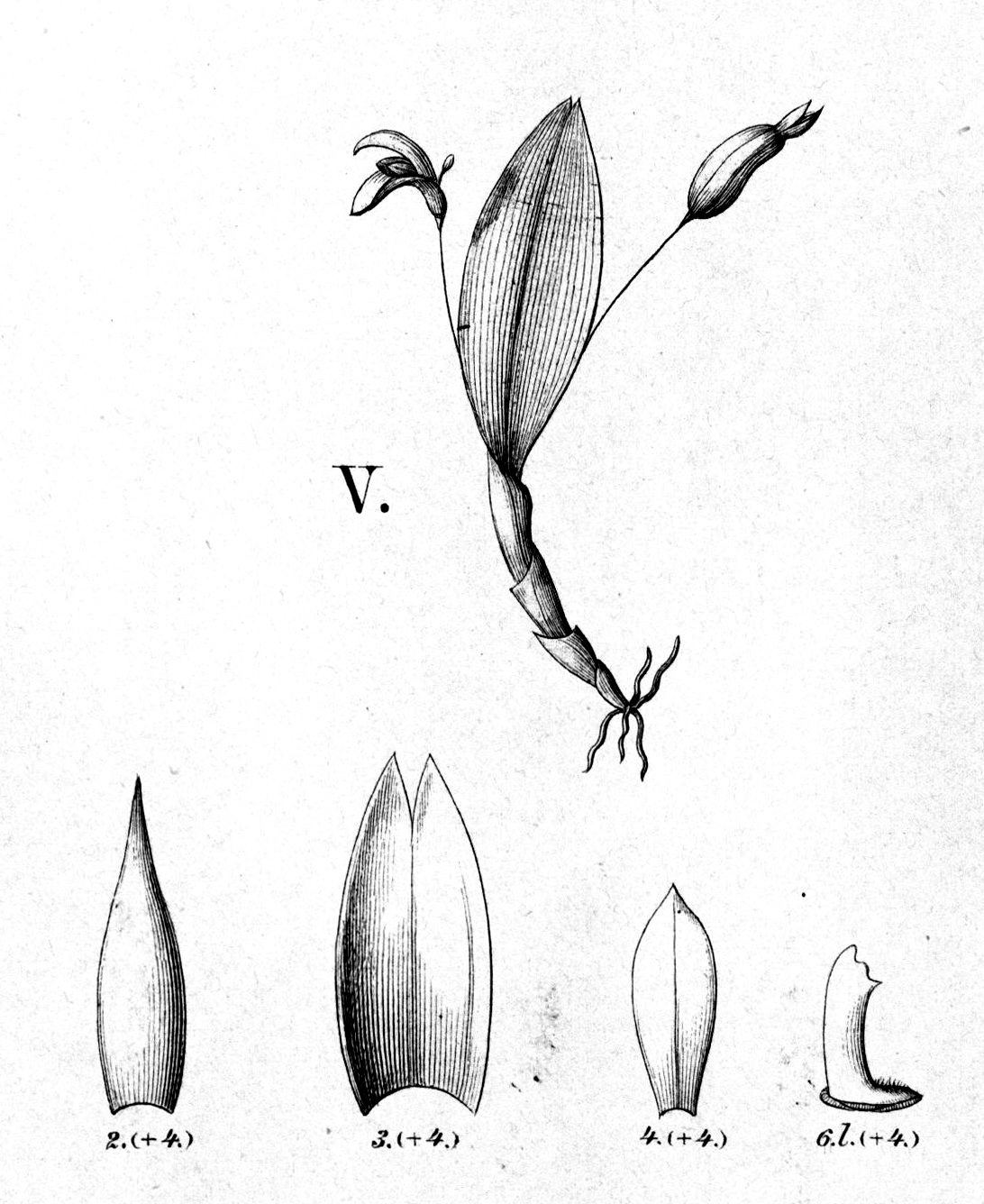